# Mortes em fevereiro de 2017
Mortes em 2017: ← Janeiro – Fevereiro – Março – Abril – Maio – Junho – Julho – Agosto – Setembro – Outubro – Novembro – Dezembro →
Esta é uma relação de pessoas notáveis que morreram durante o mês de fevereiro de 2017, listando nome, nacionalidade, ocupação e ano de nascimento.

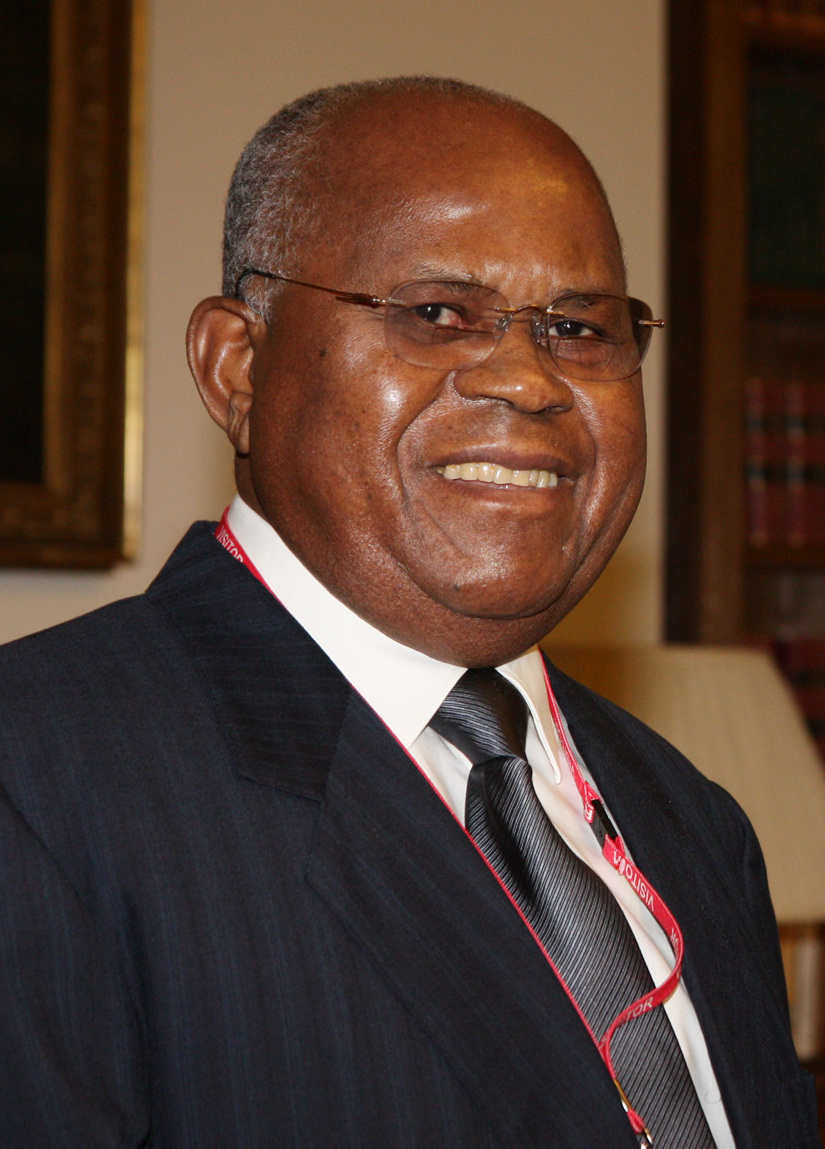
Étienne Tshisekedi, político congolês

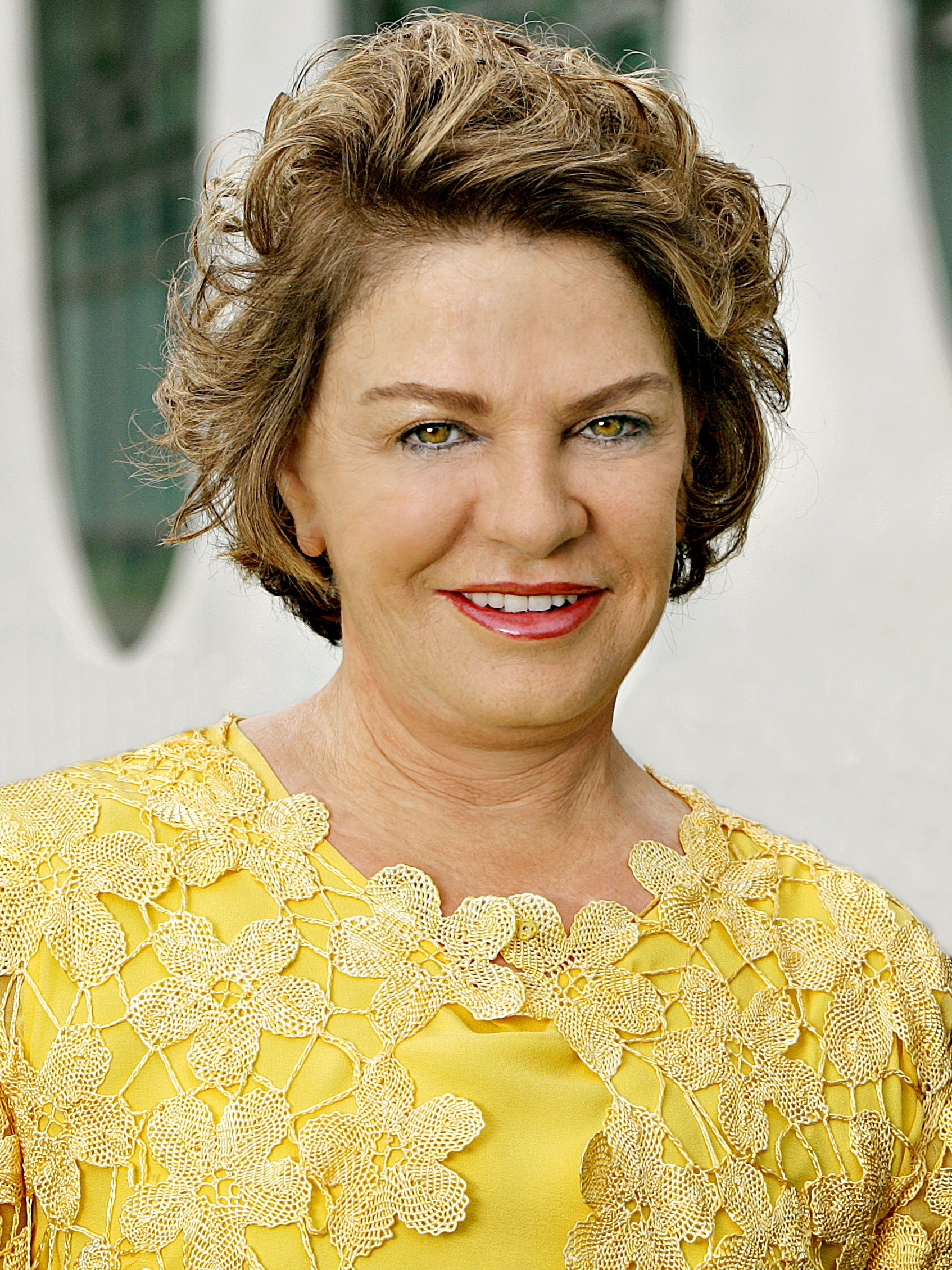
Marisa Letícia Lula da Silva, ex-primeira dama brasileira

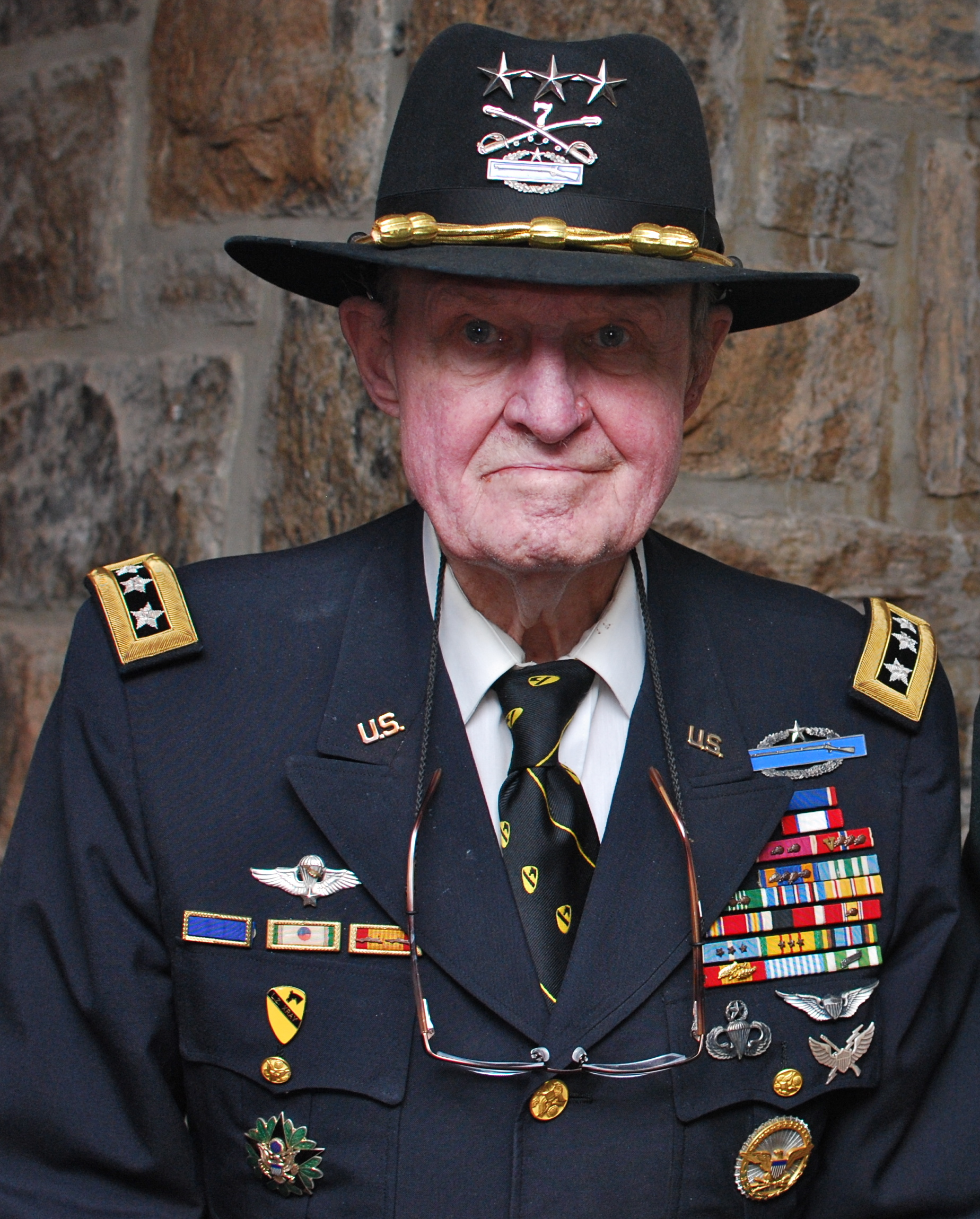
Harold Gregory Moore, militar e autor estadunidense

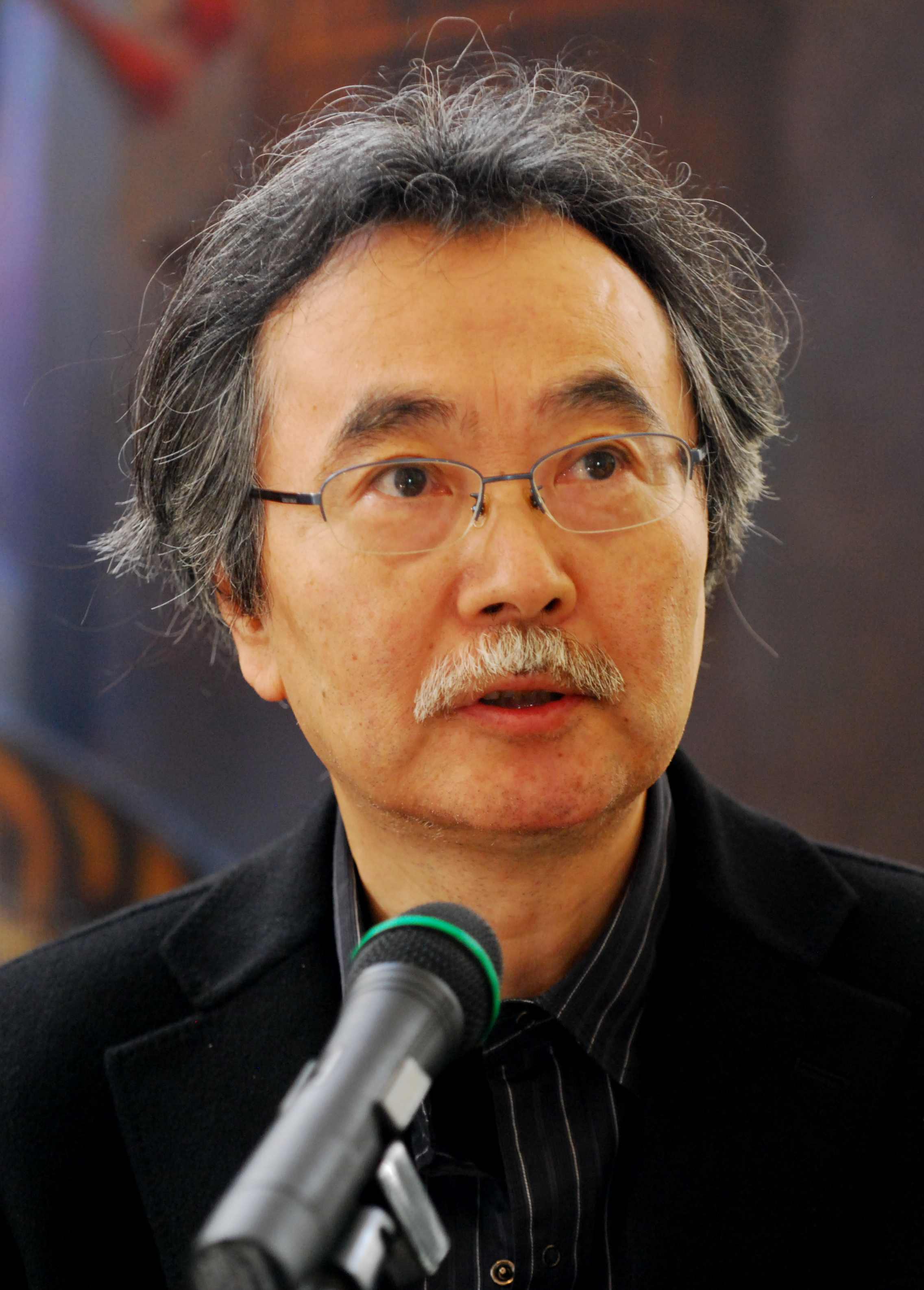
Jirō Taniguchi, mangaká japonês

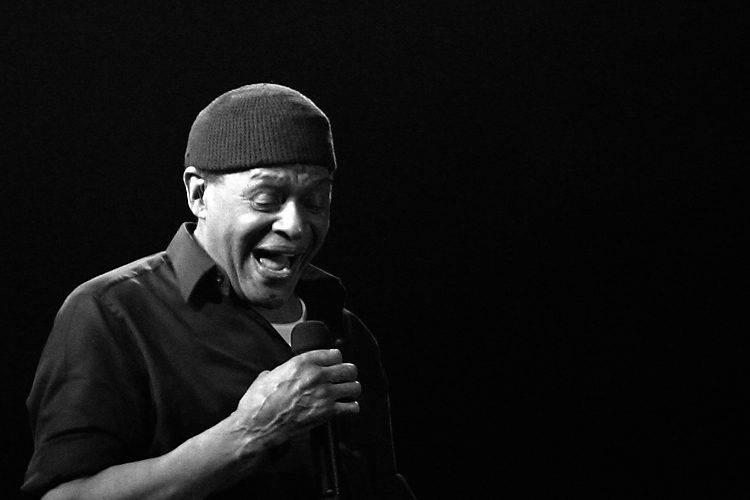
Al Jarreau, cantor estadunidense

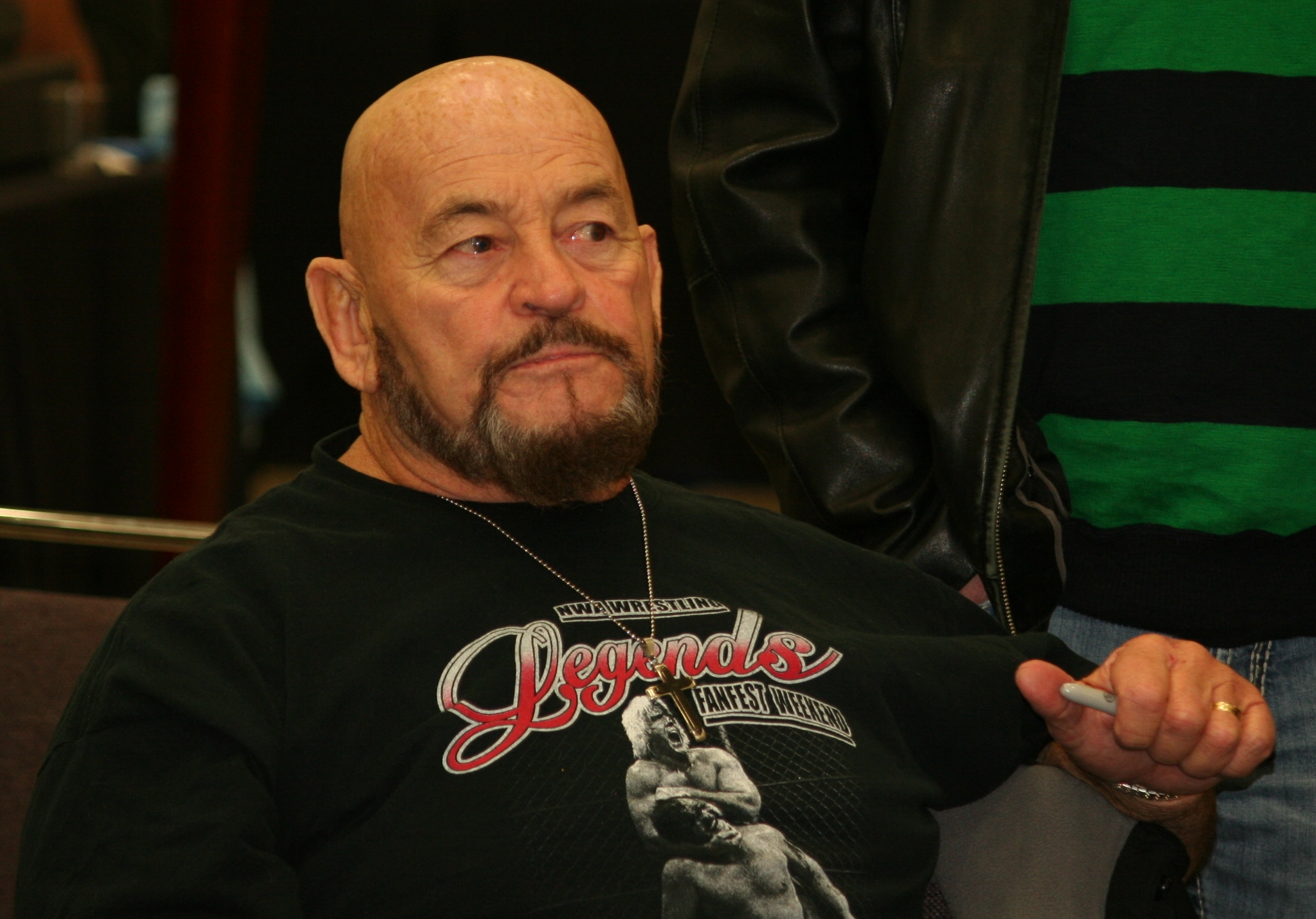
Ivan Koloff, lutador canadense

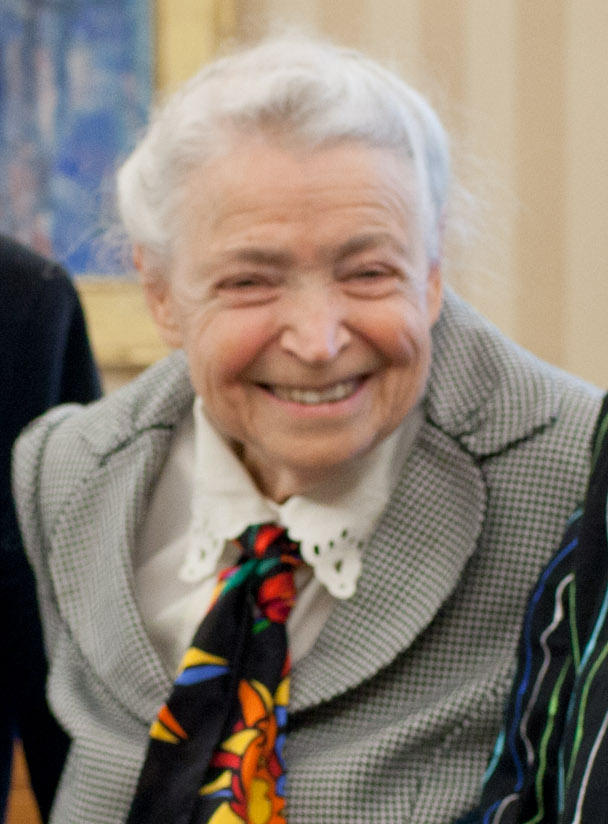
Mildred Dresselhaus, física estadunidense

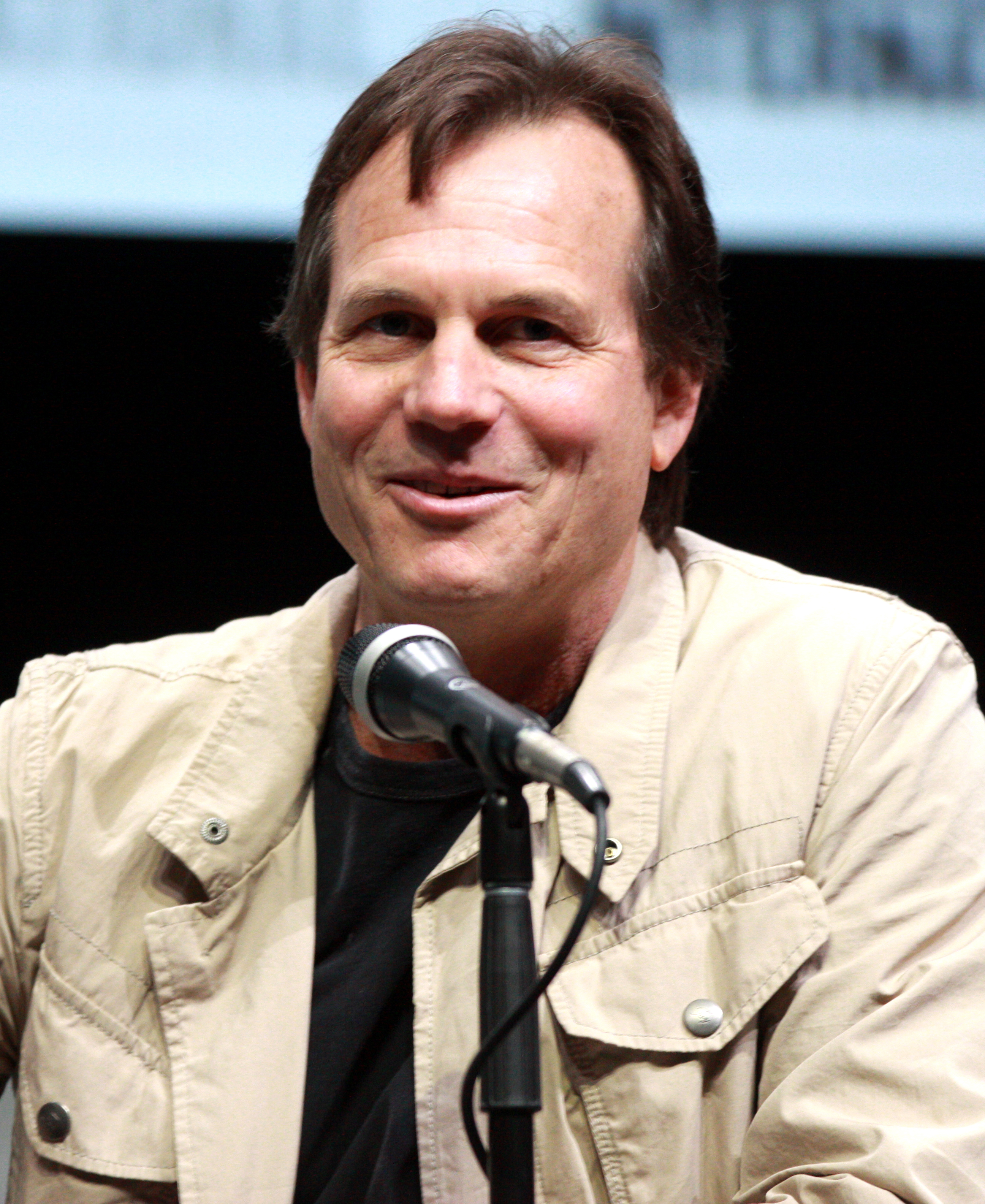
Bill Paxton,ator e cineasta americano

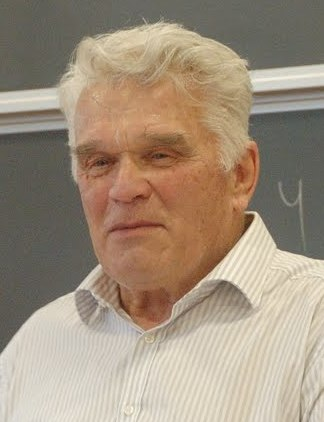
Ludvig Faddeev, matemático e físico russo

| Dia | Nome                           | Profissão ou motivo de reconhecimento                 | Nacionalidade                  | Ano de nasc. | Ref           |
| --- | ------------------------------ | ----------------------------------------------------- | ------------------------------ | ------------ | ------------- |
| 1   | Albano Bortoletto Cavallin     | Arcebispo                                             | Brasil                         | 1930         | [ 1 ]         |
| 1   | Étienne Tshisekedi             | Político                                              | República Democrática do Congo | 1932         | [ 2 ]         |
| 1   | Basilio Lami Dozo              | Militar                                               | Argentina                      | 1929         | [ 3 ]         |
| 2   | Heloísa Faissol                | Socialite e cantora                                   | Brasil                         | 1970         | [ 4 ]         |
| 2   | Shunichiro Okano               | Futebolista, treinador e empresário                   | Japão                          | 1931         | [ 5 ]         |
| 2   | Augusto Sobral                 | Dramaturgo                                            | Portugal                       | 1933         | [ 6 ]         |
| 3   | Marisa Letícia Lula da Silva   | Ex-primeira-dama                                      | Brasil                         | 1950         | [ 7 ] [ 8 ]   |
| 3   | Dritëro Agolli                 | Poeta                                                 | Albânia                        | 1931         | [ 9 ]         |
| 5   | Luis Gómez-Montejano           | Dirigente esportivo                                   | Espanha                        | 1922         | [ 10 ]        |
| 5   | David Axelrod                  | Compositor e produtor musical                         | Estados Unidos                 | 1933         | [ 11 ]        |
| 5   | Horst Dahlhaus                 | Pedagogo                                              | Alemanha                       | 1927         | [ 12 ]        |
| 6   | Joost van der Westhuizen       | Jogador de rúgbi                                      | África do Sul                  | 1971         | [ 13 ]        |
| 6   | Roger Walkowiak                | Ciclista                                              | França                         | 1927         | [ 14 ]        |
| 6   | Neil Gehrels                   | Astrônomo                                             | Estados Unidos                 | 1952         | [ 15 ]        |
| 6   | Raymond Smullyan               | Matemático e filósofo                                 | Estados Unidos                 | 1919         | [ 16 ]        |
| 6   | Luis Santamarina               | Ciclista                                              | Espanha                        | 1942         | [ 17 ]        |
| 6   | Albert Stubblebine             | Militar                                               | Estados Unidos                 | 1930         | [ 18 ]        |
| 7   | Svend Asmussen                 | Violinista                                            | Dinamarca                      | 1916         | [ 19 ]        |
| 7   | Tzvetan Todorov                | Filósofo                                              | Bulgária/ França               | 1939         | [ 20 ]        |
| 7   | Richard Hatch                  | Ator                                                  | Estados Unidos                 | 1945         | [ 21 ]        |
| 7   | Hans Rosling                   | Médico, acadêmico, estatístico e orador               | Suécia                         | 1948         | [ 22 ]        |
| 8   | Tom Raworth                    | Poeta, artista e professor                            | Reino Unido/ Irlanda           | 1938         | [ 23 ]        |
| 8   | Steve Sumner                   | Futebolista                                           | Nova Zelândia                  | 1955         | [ 24 ]        |
| 8   | Viktor Chanov                  | Futebolista                                           | Ucrânia                        | 1959         | [ 25 ] [ 26 ] |
| 8   | Peter Mansfield                | Físico                                                | Reino Unido                    | 1933         | [ 27 ]        |
| 8   | Orlandivo                      | Cantor e compositor                                   | Brasil                         | 1937         | [ 28 ]        |
| 10  | Manuela de Azevedo             | Jornalista e escritora                                | Portugal                       | 1911         | [ 29 ]        |
| 10  | Yuriy Poyarkov                 | Voleibolista                                          | Ucrânia                        | 1937         | [ 30 ]        |
| 10  | Piet Keizer                    | Futebolista                                           | Países Baixos                  | 1943         | [ 31 ]        |
| 10  | Hal Moore                      | Militar e autor                                       | Estados Unidos                 | 1922         | [ 32 ]        |
| 11  | Vasily Kudinov                 | Jogador de handebol                                   | Rússia                         | 1969         | [ 33 ]        |
| 11  | Chavo Guerrero Sr.             | Lutador                                               | Estados Unidos                 | 1949         | [ 34 ]        |
| 11  | Kurti Marti                    | Teólogo e poeta                                       | Suíça                          | 1921         | [ 35 ]        |
| 11  | Bruno Adrian Boley             | Engenheiro                                            | Estados Unidos                 | 1924         | [ 36 ]        |
| 11  | Jiro Taniguchi                 | Mangaká                                               | Japão                          | 1947         | [ 37 ]        |
| 12  | Al Jarreau                     | Cantor                                                | Estados Unidos                 | 1940         | [ 38 ]        |
| 12  | Samuel Arday                   | Treinador de futebol                                  | Gana                           | 1945         | [ 39 ]        |
| 13  | Paulo Henrique Filho           | Treinador de futebol                                  | Brasil                         | 1964         | [ 40 ]        |
| 13  | Kim Jong-nam                   | Político e membro da família governante norte-coreana | Coreia do Norte                | 1971         | [ 41 ]        |
| 14  | Edson de Godoy Bueno           | Médico e empresário                                   | Brasil                         | 1943         | [ 42 ]        |
| 14  | Cipriano Chemello              | Ciclista                                              | Itália                         | 1945         | [ 43 ]        |
| 15  | Tibério Gaspar                 | Compositor, produtor musical e violinista             | Brasil                         | 1943         | [ 44 ]        |
| 16  | Nicole Bass                    | Lutadora de wrestling profissional e fisiculturista   | Estados Unidos                 | 1964         | [ 45 ]        |
| 16  | George Steele                  | Lutador                                               | Estados Unidos                 | 1937         | [ 46 ]        |
| 16  | Bengt Gustavsson               | Futebolista e treinador                               | Suécia                         | 1928         | [ 47 ] [ 48 ] |
| 17  | Alan Aldridge                  | Ilustrador e design gráfico                           | Reino Unido                    | 1943         | [ 49 ]        |
| 17  | Tom Regan                      | Filósofo e ativista dos direitos dos animais          | Estados Unidos                 | 1938         | [ 50 ]        |
| 17  | Pierre Kaufmann                | Físico e radioastrônomo                               | França                         | 1938         | [ 51 ]        |
| 18  | Clyde Stubblefield             | Baterista                                             | Estados Unidos                 | 1943         | [ 52 ]        |
| 18  | Ivan Koloff                    | Lutador                                               | Canadá                         | 1942         | [ 53 ]        |
| 18  | Nadiya Olizarenko              | Atleta                                                | Rússia                         | 1953         | [ 54 ] [ 55 ] |
| 18  | John Ross                      | Químico                                               | Estados Unidos                 | 1926         | [ 56 ]        |
| 19  | Antonio Joaquim Soares Moreira | General de exército                                   | Brasil                         | 1928         | [ 57 ]        |
| 19  | Larry Coryell                  | Guitarrista                                           | Estados Unidos                 | 1943         | [ 58 ]        |
| 19  | Halaevalu Mata'aho             | Membro da família real                                | Tonga                          | 1926         | [ 59 ]        |
| 19  | Igor Shafarevich               | Matemático                                            | Rússia                         | 1923         | [ 60 ]        |
| 20  | Vitaly Churkin                 | Diplomata                                             | Rússia                         | 1952         | [ 61 ]        |
| 20  | José Fernandes Fafe            | Diplomata e escritor                                  | Portugal                       | 1927         | [ 62 ]        |
| 20  | Mildred Dresselhaus            | Física                                                | Estados Unidos                 | 1930         | [ 63 ]        |
| 20  | Sofía Ímber                    | Jornalista                                            | Venezuela                      | 1924         | [ 64 ]        |
| 20  | Brenda Buttner                 | Jornalista                                            | Estados Unidos                 | 1961         | [ 65 ]        |
| 21  | Desmond Connell                | Arcebispo                                             | Irlanda                        | 1926         | [ 66 ]        |
| 21  | Kenneth Arrow                  | Economista                                            | Estados Unidos                 | 1921         | [ 67 ]        |
| 22  | J. Karl Hedrick                | Engenheiro mecânico                                   | Estados Unidos                 | 1944         | [ 68 ]        |
| 23  | Horace Parlan                  | Pianista                                              | Estados Unidos                 | 1931         | [ 69 ]        |
| 23  | Valdecir Amorim Rodrigues      | Agrônomo e político                                   | Brasil                         | 1941         | [ 70 ]        |
| 24  | Miriam Tlali                   | Escritora                                             | África do Sul                  | 1933         | [ 71 ]        |
| 25  | Bill Paxton                    | Ator e cineasta                                       | Estados Unidos                 | 1955         | [ 72 ] [ 73 ] |
| 25  | Carlos Miloc                   | Futebolista e treinador                               | Uruguai/ México                | 1932         | [ 74 ]        |
| 26  | Ludvig Faddeev                 | Físico e matemático                                   | Rússia                         | 1934         | [ 75 ]        |
| 26  | Pedro Piva                     | Empresário e político                                 | Brasil                         | 1934         | [ 76 ]        |
| 27  | Carlos Humberto Romero         | Ex-presidente                                         | El Salvador                    | 1924         | [ 77 ]        |
| 28  | Antônio Ribeiro de Oliveira    | Arcebispo                                             | Brasil                         | 1926         | [ 78 ]        |